# Morris R. Jeppson
Morris Richard Jeppson (Carson City, 23 giugno 1922 – Las Vegas, 30 marzo 2010) è stato un militare statunitense, sottotenente dello United States Army Air Corps durante la seconda guerra mondiale.
Ha partecipato inoltre come assistente e ufficiale per i test d'arma sull'Enola Gay, l'aereo che sganciò la prima bomba atomica della storia ad essere stata utilizzata in guerra 

## Missione sull'Enola Gay
Jeppson e il capitano William Parson avevano il compito di armare la bomba durante il volo dall'isola di Tinian al Giappone prima che raggiungessero Hiroshima e rimuovere le spolette della bomba, poco prima che venisse sganciata. Nel settembre 1945, Jeppson fu decorato con la Silver Star, in riconoscimento al servizio reso al suo paese. Nel corso degli anni ha sempre rifiutato di parlare della missione atomica, per timore di rappresaglie contro lui e la sua famiglia. Accetterà di parlare della sua parte nella missione per la prima volta solo nel 1990, 45 anni dopo.
Una forte polemica venne provocata dalla messa all'asta da parte di Jeppson delle spine di sicurezza della bomba atomica nel 2002; il governo degli USA ha cercato di bloccare la vendita visto che erano ritenute materiale segreto: le spolette erano protette dal segreto di stato, perché parte di un ordigno nucleare ancora classificato e Jeppson non era il proprietario legittimo del meccanismo.
Il giudice della corte distrettuale respinse la richiesta del governo per due motivi: gli spinotti non sono più protetti dal segreto di stato, e per quanto riguarda il diritto di Jeppson a impadronirsene, il giudice ha osservato che ben otto anni prima le spolette erano state esposte in un museo senza la minima obiezione del governo.
La bomba durante il volo era protetta da una esplosione accidentale da quattro spine di sicurezza dello spessore di una sigaretta, di circa tre centimetri di lunghezza, inserite nell'impianto elettrico interno perché nessuno sbalzo di tensione azionasse il meccanismo. Jeppson aveva conservato due di queste e sono state vendute al fisico pensionato Clay Perkins per 167000 dollari ritenute da quest'ultimo gli oggetti più importanti del secolo scorso perché componenti del primo ordigno nucleare della storia.(fonte: Newton)

## Lavoro come ricercatore
Negli anni cinquanta Jeppson ha lavorato come ricercatore al Lawrence Livermore National Laboratory, in California, contribuendo a sviluppare le armi termonucleari, molto più potenti e devastatrici delle atomiche. Altre grandi innovazioni tecnologiche che ha contribuito a sviluppare sono: la tecnologia delle microonde e gli stabilizzatori montati sugli elicotteri.
Muore nel 2010; il suo corpo è stato cremato e le ceneri sono state disperse nel Deserto del Nevada.